# Scopula marcidaria
Scopula marcidaria är en fjärilsart som beskrevs av John Henry Leech 1897. Scopula marcidaria ingår i släktet Scopula och familjen mätare. Inga underarter finns listade.